# Eugênio Kusnet
Eugênio Shamansky Kuznetsov, cirílico: Евгений Шаманский-Кузнецов) (Oblast de Kherson, Império Russo, 29 de dezembro de 1898 — São Paulo, 29 de agosto de 1975), mais conhecido como Eugênio Kusnet, foi um ator, diretor e professor de teatro russo radicado no Brasil, considerado o divulgador do método Stanislávski no país e o mais proeminente ator a usar esse método nos palcos brasileiros. Sua influência se mantém até os dias atuais.

## Biografia
Eugênio Kusnet nasceu em Kherson, próximo à Criméia (hoje Ucrânia), na região sul do antigo Império Russo, filho do oficial Nicolau Shamansky e de Olga Shamansky. Estudando até os 18 anos na Escola Politécnica, alista-se no exército russo para lutar na Primeira Guerra Mundial, participando em seguida da Revolução Russa. Após a vitória bolchevique, trabalha durante 7 anos com teatro nos países bálticos (Letônia, Lituânia e Estônia), sofrendo forte influência da escola de Stanislavski e, diante de perspectivas desfavoráveis para seu desenvolvimento profissional naqueles países, começa a nutrir o desejo de imigrar para o Brasil. Chegando em 1926, dadas as imensas dificuldades de profissionalização na área teatral no país naqueles anos, passa a se dedicar ao comércio, tornando-se um pequeno empresário. Na década de 1930 começou a se interessar pelo teatro brasileiro, mas só fez sua estréia em 1951, atuando e trabalhando nos bastidores da peça Paiol Velho, de Abílio Pereira de Almeida.
A partir daí participou de todo o processo de evolução do teatro brasileiro, e se tornou o mais destacado ator de formação stanislavskiana e professor de uma grande geração de atores que se formou nas décadas de 60 e de 70.
Teve participação ativa também no Teatro Oficina e no Teatro de Arena, e escreveu dois livros sobre a iniciação na arte dramática e ao método da ação inconsciente. Nos últimos anos de sua vida dedicou-se a lecionar teatro na Escola de Arte Dramática da USP e na Fundação das Artes de São Caetano do Sul, além de ser preparador de elenco de grandes espetáculos como Jesus Cristo Superstar.